# Ectopleura indica
Ectopleura indica is een hydroïdpoliep uit de familie Tubulariidae. De poliep komt uit het geslacht Ectopleura. Ectopleura indica werd in 1990 voor het eerst wetenschappelijk beschreven door Petersen. 